# Malé Ozorovce
Malé Ozorovce – wieś (obec) na Słowacji położona w kraju koszyckim, w powiecie Trebišov. Pierwsze wzmianki o miejscowości pochodzą z 1332 roku. 
Według danych z dnia 31 grudnia 2012 roku, wieś zamieszkiwało 539 osób, w tym 271 kobiet i 268 mężczyzn.
W 2001 roku rozkład populacji względem narodowości i przynależności etnicznej wyglądał następująco:
- Słowacy – 99,47%
- Czesi – 0,18%
- Ukraińcy – 0,18%
- Węgrzy – 0,18%

Ze względu na wyznawaną religię struktura mieszkańców kształtowała się w 2001 roku następująco:
- Katolicy rzymscy – 59,33%
- Grekokatolicy – 38,19%
- Ewangelicy – 0,36%
- Prawosławni – 0,18%
- Ateiści – 1,24%
- Nie podano – 0,18%